# Cirsium clavatum
Cirsium clavatum là một loài thực vật có hoa trong họ Cúc. Loài này được (M.E.Jones) Petr. mô tả khoa học đầu tiên năm 1917.